# 江川农场
江川农场是一个位于中华人民共和国黑龙江省佳木斯市桦川县的农场，亦是黑龙江省农垦红兴隆管理局所属的一个农场。
江川农场始建于1964年，位于三江平原腹地，松花江下游南岸。总面积310.7平方公里，总人口1.3万人。

## 行政区划
江川农场下辖以下单位：
江川场直社区、江川农场第一管理区、江川农场第二管理区、江川农场第三管理区、江川农场第四管理区和江川农场第五管理区。